# مبنى القرن (ميدان الاتحاد، مانهاتن)
مبنى القرن (المعروف سابقًا باسم مبنى الستائر )  هو مبنى على طراز الملكة آن يقع في 33 شرق شارع 17 بين بارك أفينيو ساوث وبرودواي في يونيون سكوير، مانهاتن، مدينة نيويورك. تم تصميمه بواسطة ويليام شيكل(بالإنجليزية: William Schickel)‏ وتم بناؤه في 1880-1881 بواسطة أرنولد كونستابل وشركاه(بالإنجليزية: Arnold Constable & Company)‏. يتكون مبنى القرن من خمسة طوابق يعلوها أ11⁄2 طابق علوي.
تم تشييد مبنى القرن كمشروع تطوير تخميني بدون مستأجر رئيسي. كان المبنى يضم المقر الرئيسي لشركة سينشري للنشر من عام 1881 حتى عام 1915، وكان يشغله أيضًا العديد من المؤسسات التجارية والصناعية الأخرى. تركت شاغرة في أواخر السبعينيات، وتم تجديدها لتصبح مكتبة بارنز أند نوبل في عام 1995. تم تعيين مبنى القرن كمعلم بارز في مدينة نيويورك في عام 1986، وتمت إضافته إلى السجل الوطني للأماكن التاريخية في عام 1997.

## تاريخ

### التخطيط والبناء
تم وضع ميدان الاتحاد (بالإنجليزية: Union Square)‏ لأول مرة في خطة المفوضين لعام 1811، وتم توسيعها في عام 1832، ثم تم تحويلها إلى حديقة عامة في عام 1839. أدى الانتهاء من الحديقة إلى بناء القصور المحيطة بها، وكان فندق إيفريت هاوس، الواقع في 33 شرق شارع 17، من بين العديد من المباني العصرية التي تم الانتهاء منها حول ميدان الاتحاد.
بعد الحرب الأهلية الأمريكية، أصبح ميدان الاتحاد منطقة تجارية في المقام الأول وتم تدمير العديد من القصور، بما في ذلك ايفرت هاوس(بالإنجليزية: Everett House)‏ .  تزامن هذا مع الاتجاه العام في التطوير حيث تم تطوير قطع الأراضي الشاغرة سابقًا شمال مانهاتن السفلى .   كانت شركة أرنولد كونستابل وشركاؤه Arnold Constable &amp; Company واحدة من الشركات التي استحوذت على الأراضي في المنطقة، حيث اشترت عدة قطع أرض في الطرف الشمالي من ميدان الاتحاد Union Square، بما في ذلك موقع منزل ايفرت هاوس Everett House السابق، في عام 1867.   تعتزم شركة أرنولد كونستابل وشركاؤه Arnold Constable & Co تطوير موقع ايفرت لمتجرها الجديد، بل ووقعت اتفاقية مع المالكين السابقين للحفاظ على "محكمة خفيفة " في الموقع، لكنها قررت في النهاية بدلاً من ذلك بناء متجرهم في الزاوية القريبة من برودواي. وشارع 19. 
احتفظت عائلة أرنولد بالعقار لأكثر من عقد من الزمن، بهدف كسب دخل الإيجار من الموقع الذي لم يتم تطويره بعد؛ في عام 1879، تم تكليف المهندس المعماري للعائلة جيه ويليام شيكل بوضع خطط "لمبنى تجاري تخميني" في الموقع، دون وجود مستأجر رئيسي للمبنى.  في ذلك الوقت، تعافى نشاط سوق العقارات من ذعر عام 1873، على الرغم من أن العقارات كانت لا تزال غير مكلفة نسبيًا وكان عدد السكان في تزايد.   وفقًا لسجل ودليل العقارات، كان تطوير البيع بالتجزئة يتركز حول شارع 14 وشارع 23 وميدان الاتحاد.  بدأ تشييد المبنى في نيسان 1880، وتم الانتهاء منه بعد 11 شهرًا في آذار 1881، وبلغت تكلفة البناء الإجمالية 300 ألف دولار. 

### استخدام القرن التاسع عشر
تمكنت شركة ارنولد كونستابل(بالإنجليزية: Arnold & Constable Co)‏. من تأجير المبنى طابقًا تلو الآخر على الرغم من عدم وجود مستأجر رئيسي.  كان أحد المستأجرين الأصليين للمبنى هو شركة Century ، التي نشرت مجلة القرن(بالإنجليزية: The Century Magazine)‏ الشهيرة للكبار ومجلة ساينت نيكولاس(بالإنجليزية: St. Nicholas Magazine)‏ للأطفال. تم استئجار مساحة في الطابق الخامس لمقرهم الرئيسي في أيلول 1881.
انتقلت شركة تجليد الكتب جي دبليو ألكساندر إلى الطابق العلوي في عام 1886، مما دفع العديد من المستأجرين الآخرين إلى الشكوى من أن المواد القابلة للاشتعال في الشركة قد تؤدي إلى الحريق، ولكن دون أي رد فعل من المالكين.  في 7 تموز 1888، اشتعلت النيران في وعاء غراء محترق، مما أدى إلى تدمير السقف والطابق العلوي، وسبب أضرار بالغة في الطوابق الأخرى في المبنى والتي حدثت عندما أحدثت إدارة الإطفاء في مدينة نيويورك ثقوبًا في السقف لوقف الحريق. تعرض المبنى ومستأجروه لأضرار إجمالية قدرها 195 ألف دولار. 